# Itacambira
Itacambira – miasto i gmina w Brazylii, w stanie Minas Gerais.